# Liste des Playmates des années 1950
La Playmate of the Month, ou Miss, est une femme désignée chaque mois par le magazine Playboy. Elle apparaît sur le dépliant central du magazine, appelé centerfold. 
Note : la Playmate of the Year, désignée chaque année parmi les 12 Playmates of the Month de l'année précédente, n'apparaît pour la première fois qu'en 1960. 

## Parannéeet parmois

### 1953
- Miss December : Marilyn Monroe (1926-1962)

Note : lors de ce premier numéro du magazine, et uniquement lors de ce premier numéro, le titre donné à la Miss n'était pas Playmate of the Month, mais Sweetheart of the Month.

### 1954
| Miss           | Playmate          | Née le     | Lieu de naissance   | Décès le   | Photos                                       | Remarques                           |
| -------------- | ----------------- | ---------- | ------------------- | ---------- | -------------------------------------------- | ----------------------------------- |
| Miss January   | Margie Harrison   | ?          | ?                   |            | Baumgarth Calendar Co.                       | "Playmate for the month" (1re fois) |
| Miss February  | Margaret Scott    | 05/01/1931 | Waukesha, Wisconsin | 23/12/2006 | Baumgarth Calendar Co.                       | (en réalité, Marilyn Waltz)         |
| Miss March     | Dolores Del Monte | 15/03/1932 | Spokane, Washington | 11/02/2023 | Baumgarth Calendar Co.                       |                                     |
| Miss April     | Marilyn Waltz     | 05/01/1931 | Waukesha, Wisconsin | 23/12/2006 | Baumgarth Calendar Co.                       | (1re fois)                          |
| Miss May       | Joanne Arnold     | 01/04/1931 | ?                   |            | Baumgarth Calendar Co.                       |                                     |
| Miss June      | Margie Harrison   | ?          | ?                   |            | Baumgarth Calendar Co.                       | (2e fois)                           |
| Miss July      | Neva Gilbert      | 01/09/1929 | New York            | 12/11/2022 | Tom Kelley                                   |                                     |
| Miss August    | Arline Hunter     | 16/12/1931 | Caldwell, Idaho     | 11/09/2018 | Ed DeLong                                    |                                     |
| Miss September | Jackie Rainbow    | 06/06/1933 | ?                   | 15/06/1988 | Carlyle Blackwell / Publix Pictorial Service |                                     |
| Miss October   | Madeline Castle   | 01/12/1933 | ?                   |            | Jack Drebert / Jean Drebert                  |                                     |
| Miss November  | Diane Hunter      | 14/07/1937 | Tacoma, Washington  |            | Bruno Bernard                                |                                     |
| Miss December  | Terry Ryan        | 01/12/1933 | ?                   |            | Bruno Bernard                                |                                     |

### 1955

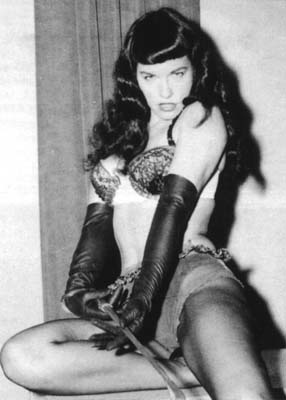
Bettie Page.

| Miss           | Playmate         | Née le     | Lieu de naissance       | Décès le   | Photos                   | Remarques  |
| -------------- | ---------------- | ---------- | ----------------------- | ---------- | ------------------------ | ---------- |
| Miss January   | Bettie Page      | 22/04/1923 | Nashville, Tennessee    | 11/12/2008 | Bunny Yeager             |            |
| Miss February  | Jayne Mansfield  | 19/04/1933 | Bryn Mawr, Pennsylvanie | 29/06/1967 | Hal Adams                |            |
| Miss April     | Marilyn Waltz    | 05/11/1931 | Waukesha, Wisconsin     | 23/12/2006 | Hal Adams                | (2e fois)  |
| Miss May       | Marguerite Empey | 29/07/1932 | Los Angeles, Californie | 19/08/2008 | Hal Adams                | (1re fois) |
| Miss June      | Eve Meyer        | 13/12/1928 | Griggin, Georgie        | 27/03/1977 | Russ Meyer               |            |
| Miss July      | Janet Pilgrim    | 13/06/1934 | Wheaton, Illinois       | 01/05/2017 | Hal Adams                | (1re fois) |
| Miss August    | Pat Lawler       | ?          | ?                       |            | Hal Adams                |            |
| Miss September | Anne Fleming     | ?          | ?                       |            | Hal Adams                |            |
| Miss October   | Jean Moorehead   | ?          | ?                       |            | Hal Adams                |            |
| Miss November  | Barbara Cameron  | ?          | ?                       |            | Arthur-James / Mike Shea |            |
| Miss December  | Janet Pilgrim    | 13/06/1934 | Wheaton, Illinois       | 01/05/2017 | Arthur-James / Mike Shea | (2e fois)  |

Note : il n'y a pas eu de publication du magazine en mars 1955.

### 1956

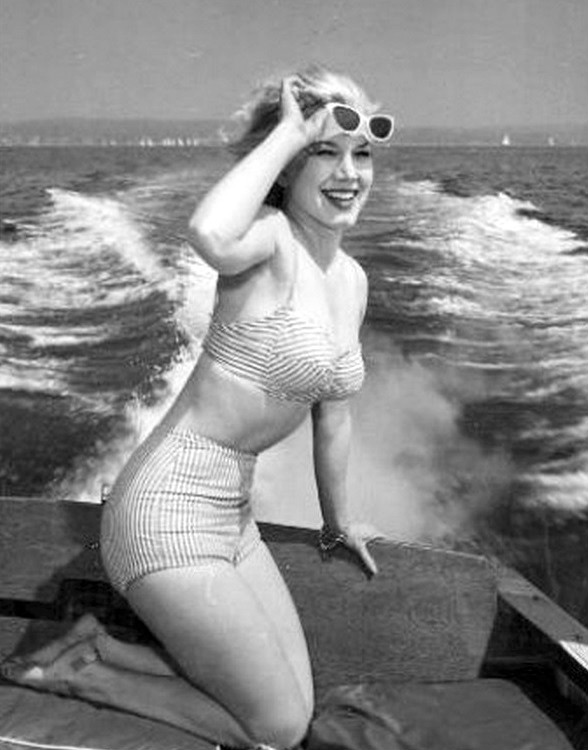
Marian Stafford.

- Marian Stafford.Miss January : Lynn Turner

| Miss           | Playmate         | Née le     | Lieu de naissance       | Décès le   | Photos                   | Remarques       |
| -------------- | ---------------- | ---------- | ----------------------- | ---------- | ------------------------ | --------------- |
| Miss January   | Lynn Turner      | 01/12/1935 | ?                       |            | Peter Gowland            |                 |
| Miss February  | Marguerite Empey | 29/07/1932 | Los Angeles, Californie | 19/08/2008 | Russ Meyer               | (2e fois)       |
| Miss March     | Marian Stafford  | 07/02/1931 | Houston, Texas          | 16/08/1984 | Ruth Sondak              |                 |
| Miss April     | Rusty Fisher     | 05/04/1935 | Colorado                |            | Sam Wu                   |                 |
| Miss May       | Marion Scott     | ?          | ?                       |            | Herman Leonard           |                 |
| Miss June      | Gloria Walker    | 16/07/1937 | Bronx, New York         |            | Herman Leonard           |                 |
| Miss July      | Alice Denham     | 21/01/1927 | Jacksonville, Floride   | 27/01/2016 | Arthur-James / Mike Shea |                 |
| Miss August    | Jonnie Nicely    | 25/02/1936 | Fort Smith, Arkansas    | 06/02/2013 | Hal Adams                |                 |
| Miss September | Elsa Sorensen    | 25/03/1934 | Copenhague              | 18/04/2013 | Peter Gowland            |                 |
| Miss October   | Janet Pilgrim    | 13/06/1934 | Wheaton, Illinois       | 01/05/2017 | Arthur-James / Mike Shea | (3e fois)       |
| Miss November  | Betty Blue       | 14/08/1931 | West Memphis, Arkansas  | 23/08/2000 | Hal Adams                |                 |
| Miss December  | Lisa Winters     | 06/03/1937 | Pompano Beach, Floride  |            | Bunny Yeager             | PMOY officieuse |

### 1957

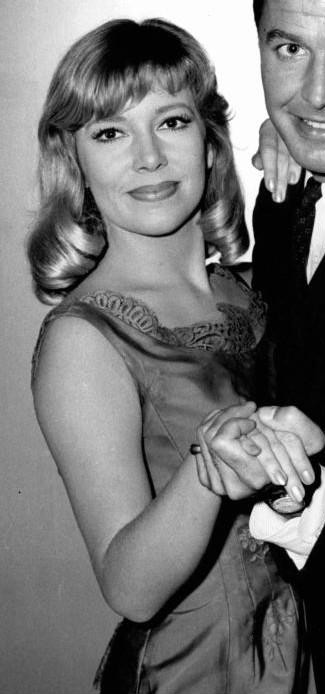
Sally Todd avec Dean Miller

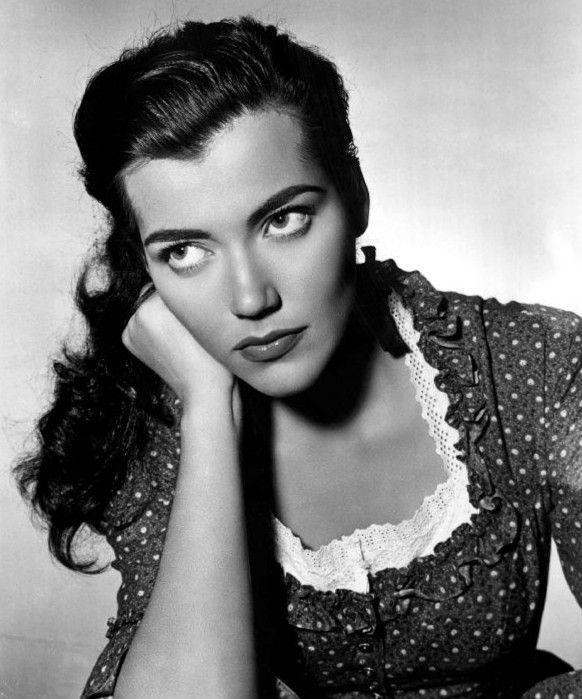
Sandra Edwards

| Miss           | Playmate           | Née le     | Lieu de naissance          | Décès le   | Photos                      | Remarques |
| -------------- | ------------------ | ---------- | -------------------------- | ---------- | --------------------------- | --------- |
| Miss January   | June Blair         | 20/10/1933 | San Francisco, Californie  | 4/12/2022  | Hal Adams                   |           |
| Miss February  | Sally Todd         | 07/06/1934 | Tucson, Arizona            | 21/11/2022 | Ed DeLong / David Sutton    |           |
| Miss March     | Sandra Edwards     | 12/03/1938 | Los Angeles, Californie    | 02/06/2017 | Peter Gowland               |           |
| Miss April     | Gloria Windsor     | ?          | ?                          |            | Hal Adams                   |           |
| Miss May       | Dawn Richard       | 05/03/1936 | Los Angeles, Californie    |            | Ed DeLong / David Sutton    |           |
| Miss June      | Carrie Radison     | 01/11/1938 | Philadelphie, Pennsylvanie |            | Desmond Russell             |           |
| Miss July      | Jean Jani          | 31/10/1931 | Dayton, Ohio               |            | Peter Gowland               |           |
| Miss August    | Dolores Donlon     | 19/09/1920 | Philadelphie, Pennsylvanie | 30/11/2012 | Peter Gowland               |           |
| Miss September | Jacquelyn Prescott | ?          | Redlands, Californie       |            | Mario Casilli               |           |
| Miss October   | Colleen Farrington | 20/04/1936 | Davisboro, Georgie         | 12/10/2015 | Peter Basch                 |           |
| Miss November  | Marlene Callahan   | 24/08/1937 | Ventura, Californie        |            | Vivienne Lapham             |           |
| Miss December  | Linda Vargas       | 20/04/1939 | ?                          |            | Herbert Melford / Mike Shea |           |

### 1958
| Miss             | Playmate                | Née le     | Lieu de naissance         | Décès le   | Photos                        | Remarques                                |
| ---------------- | ----------------------- | ---------- | ------------------------- | ---------- | ----------------------------- | ---------------------------------------- |
| Miss January     | Elizabeth Ann Roberts   | 04/08/1941 | Chicago, Illinois         |            | Arthur-James / Mike Shea      |                                          |
| Miss February    | Cheryl Kubert           | 11/03/1938 | Los Angeles               | 25/04/1989 | Mario Casilli                 |                                          |
| Miss March       | Zahra Norbo             | 07/02/1934 | Suède                     |            | Tom Caffrey                   | Ragnhild Olausson Ex Miss Suède          |
| Miss April       | Felicia Atkins          | ?          | Australie                 | 12/08/2016 | Bruno Bernard / Bill Bridges  |                                          |
| Miss May         | Lari Laine              | 13/04/1937 | Brentwood, Californie     |            | Ron Vogel                     |                                          |
| Miss June        | Judy Lee Tomerlin       | ?          | Tennessee                 | 24/5/2008  | Edward Oppman / Mike Shea     |                                          |
| Miss July        | Linne Nanette Ahlstrand | 01/07/1936 | Chicago, Illinois         | 18/01/1967 | Frank Bez                     |                                          |
| Miss August      | Myrna Weber             | 22/04/1938 | Floride                   |            | Bunny Yeager                  |                                          |
| Miss September   | Teri Hope               | 15/02/1939 | Kittanning (Pennsylvanie) | 26/9/2023  | Don Bronstein / Mike Shea     |                                          |
| Miss October N°1 | Pat Sheehan             | 07/09/1931 | San Francisco, Californie | 14/01/2006 | Sam Wu                        |                                          |
| Miss October N°2 | Mara Corday             | 03/01/1930 | Santa Monica, Californie  | 09/02/2025 | David Preston                 |                                          |
| Miss November    | Joan Staley             | 20/05/1940 | Minneapolis, Minnesota    | 24/11/2019 | Ron Vogel / Lawrence Schiller |                                          |
| Miss December    | Joyce Nizzari           | 20/05/1940 | Bronx, New York           |            | Bunny Yeager                  | PMOY officieuse 1re Anniversary Playmate |

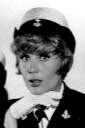
Joan Staley

Fait unique en octobre 1958 : il y a deux Miss October : Pat Sheehan et Mara Corday.

### 1959
| Miss           | Playmate        | Née le     | Lieu de naissance       | Décès le   | Photos                     | Remarques        |
| -------------- | --------------- | ---------- | ----------------------- | ---------- | -------------------------- | ---------------- |
| Miss January   | Virginia Gordon | 28/10/1936 | Chaplin, Virginie Ouest |            | Ron Vogel                  |                  |
| Miss February  | Eleanor Bradley | 13/12/1938 | Waukegan, Illinois      |            | Ron Vogel                  |                  |
| Miss March     | Audrey Daston   | ?          | Boise, Idaho            |            | Lawrence Schiller          |                  |
| Miss April     | Nancy Crawford  | 16/04/1941 | Valhalla, New York      |            | Barbara Kerr / Justin Kerr |                  |
| Miss May       | Cindy Fuller    | 13/05/1938 | Boston, Massachusetts   |            | Bunny Yeager               |                  |
| Miss June      | Marilyn Hanold  | 09/06/1938 | Jamaica, New York       |            | Bruno Bernard              |                  |
| Miss July      | Yvette Vickers  | 26/08/1936 | Kansas City, Missouri   |            | Russ Meyer                 |                  |
| Miss August    | Clayre Peters   | ?          | ?                       |            | Frank Eck                  |                  |
| Miss September | Marianne Gaba   | 13/11/1939 | Chicago, Illinois       | 03/05/2016 | Lawrence Schiller          |                  |
| Miss October   | Elaine Reynolds | 07/09/1939 | Jersey City, New Jersey |            | Frank Eck                  |                  |
| Miss November  | Donna Lynn      | 21/09/1936 | Walukee, Oklahoma       |            | Frank Bez                  |                  |
| Miss December  | Ellen Stratton  | 09/06/1939 | Marietta, Mississipi    |            | William Graham             | 1ère PMOY (1960) |

## Sources
- (en) Playmate Archive 1953-1959 sur le site officiel du magazine Playboy
- (en) Répertoire sur le site de Peggy Wilkins
- (en) Liste des playmates décédées